# Al Blanchard
 Albert Charles Blanchard , dit Al Blanchard, (né le 12 juin 1952 à Sudbury, en Ontario au Canada) est un joueur professionnel canadien de hockey sur glace qui évoluait en position d'ailier droit.
En 1972, il est sélectionné en première ronde — dixième choix au total — par les Rangers de New York lors du repêchage amateur de la Ligue nationale de hockey (LNH). Cependant, il ne joue jamais en LNH, disputant sa carrière dans les ligues mineures.

## Biographie
Natif de Sudbury en Ontario, Al Blanchard commence le hockey junior en 1969 avec l'équipe locale des Cub-Wolves de la Northern Ontario Junior Hockey League (NOJHL). Pour sa première saison, il inscrit 81 points et est nommé recrue de l'année ainsi que dans la première équipe d'étoiles de la ligue. La saison suivante, il finit meilleur pointeur de la NOJHL avec 113 points. En 1971, il rejoint les Rangers de Kitchener de l'Association de hockey de l'Ontario (AHO). Placé sur la même ligne que Bill Barber et Jerry Byers, il se classe troisième joueur le plus offensif de l'équipe avec 95 points.
Au cours de l'été suivant, il est choisi par les Rangers de New York en première ronde du repêchage amateur de la Ligue nationale de hockey (LNH), dixième choix au total. Il fait ensuite ses débuts professionnels avec les Reds de Providence de la Ligue américaine de hockey (LAH), l'une des équipes affiliées aux Rangers. Cette saison-là, les Reds se qualifient pour les séries éliminatoires mais sont éliminés en première ronde par les Voyageurs de la Nouvelle-Écosse. Au cours de la saison 1973-1974, Blanchard est échangé par New York aux Kings de Los Angeles en retour de Wayne Chernecki et finit l'exercice avec les Kings de Springfield de la LAH, un club-école de la franchise californienne. Il dispute l'édition suivante avec Springfield avant d'être assigné pour l'année 1975-1976 aux Gears de Saginaw de la Ligue internationale de hockey (LIH). À l'issue la saison, il met un terme à sa carrière.

## Statistiques
| Saison    | Équipe                 | Ligue |    | Saison régulière | Saison régulière | Saison régulière | Saison régulière | Saison régulière |   | Séries éliminatoires | Séries éliminatoires | Séries éliminatoires | Séries éliminatoires | Séries éliminatoires |
| Saison    | Équipe                 | Ligue | PJ | B                | A                | Pts              | Pun              | PJ               | B | A                    | Pts                  | Pun                  |                      |                      |
| 1969-1970 | Cub-Wolves de Sudbury  | NOJHL |    | 37               | 44               | 81               | 84               |                  |   |                      |                      |                      |                      |                      |
| 1970-1971 | Cub-Wolves de Sudbury  | NOJHL |    | 65               | 48               | 113              | 51               |                  |   |                      |                      |                      |                      |                      |
| 1971-1972 | Rangers de Kitchener   | AHO   | 61 | 50               | 45               | 95               | 19               |                  |   |                      |                      |                      |                      |                      |
| 1972-1973 | Reds de Providence     | LAH   | 71 | 22               | 16               | 38               | 18               | 4                | 2 | 0                    | 2                    | 0                    |                      |                      |
| 1973-1974 | Reds de Providence     | LAH   | 53 | 12               | 13               | 25               | 10               |                  |   |                      |                      |                      |                      |                      |
| 1973-1974 | Kings de Springfield   | LAH   | 4  | 0                | 2                | 2                | 0                |                  |   |                      |                      |                      |                      |                      |
| 1974-1975 | Indians de Springfield | LAH   | 37 | 6                | 5                | 11               | 16               |                  |   |                      |                      |                      |                      |                      |
| 1975-1976 | Indians de Springfield | LAH   | 1  | 0                | 0                | 0                | 4                |                  |   |                      |                      |                      |                      |                      |
| 1975-1976 | Gears de Saginaw       | LIH   | 31 | 10               | 12               | 22               | 9                |                  |   |                      |                      |                      |                      |                      |